# خشم (فیلم ۱۹۳۶)
خشم (به انگلیسی: Fury) یک فیلم ۹۲ دقیقه‌ای درام آمریکایی محصول 1936 به کارگردانی فریتس لانگ با بازی اسپنسر تریسی و سیلویا سیدنی است.

## داستان
در مسیر ملاقات با نامزدش ، کاترین گرانت (سیلویا سیدنی) ، صاحب پمپ بنزین جو ویلسون (اسپنسر تریسی) با شواهد فراوان محکم برای آدم ربایی کودک دستگیر می شود. شایعات به زودی به اطراف شهر کوچک سفر می کنند ، و از طریق هر یک از این انتقادها تحریف می شوند ، تا اینکه یک جمعیت در زندان جمع شود. وقتی کلانتر مصمم (ادوارد الیس) از دادن زندانی خود امتناع ورزد ، شهروندان خشمگین ساختمان را آتش می زنند ، دو نفر از آنها هنگام فرار از صحنه نیز دینامیت را به درون شعله های آتش می اندازند. انفجار برای هر کس دیگری که در آنجا حضور دارد ، جو را رها می کند ، اما سگ کوچکش رنگین کمان را که برای آسایش او در سلول اجرا شده بود ، می کشد.
وکالت ولسوالی (والتر آبل) عاملان اصلی را به جرم قتل محاکمه می کند ، اما هیچ کس حاضر به شناسایی گناهان نیست و چند نفر از آنها متهم به بیهوده کاذب می شوند. این پرونده ناامید به نظر می رسد ، اما پس از آن دادستان شواهد سختی را ارائه می دهد: فیلم خبرنامه بیست و دو نفر که در این عمل گرفتار شده اند.
با این حال ، کاترین با یک قطعه شواهد مشکل دارد. وکیل مدافع دفاعیات با ادعای عدم اثبات اثبات کشته شدن جو سعی کرده بود موکل های خود را از بین ببرد ، اما یک نویسنده نامه ناشناس یک حلقه ذوب شده متعلق به جو را برگردانده بود. کاترین متوجه می شود که یک کلمه درست همانطور که جو برای هجی کردن آن اشتباه غلط کرده است ، اشتباه گرفته شده است.
او می فهمد که جو از آتش فرار کرده است و برادران جو با پنهان کردن بقای خود و چارچوب متهمان برای قتل او به او کمک می کنند تا انتقام وی را بگیرد. او به دیدن جو می رود و به او دعا می کند تا کارگاه را متوقف کند ، اما او مصمم است که قاتلان خود را بپردازد. با این حال ، وجدان او شروع به پیش گرفتن وعظ بر او می کند و سرانجام ، دقیقاً همانطور که احکام خوانده می شود ، او وارد سالن دادگاه می شود و کارها را مستقیم می گذارد.